# Hydroptila sudip
Hydroptila sudip är en nattsländeart som beskrevs av Wells och Huisman 1992. Hydroptila sudip ingår i släktet Hydroptila och familjen smånattsländor. Inga underarter finns listade i Catalogue of Life.